# Кортни Къмз
Кортни Къмз (на английски: Courtney Cummz) е артистичен псевдоним на американската порнографска актриса и режисьор на порнографски филми Кристин Карпентър (Christine Carpenter), родена на 4 декември 1981 г. в град Шефърдстаун, щата Западна Вирджиния, САЩ.
Дебютира като актриса в порнографската индустрия през 2004 г.

## Награди и номинации
Носителка на награди
- 2006: Най-горещо момиче в порното.[3]
- 2006: Temptation награда за изпълнител на годината.[4][5]
- 2006: Adam Film World награда за жена изпълнител на годината.[6][7]
- 2007: F.A.M.E. награда за любима анална звезда.[8]
- 2007: Adultcon награда за най-добра актриса за самостоятелно изпълнение.[9][10]
- 2007: Adam Film World награда за най-добър интерактивен секс филм – „Интерактивен секс с Кортни Къмз“.[11]

Номинации за награди
- 2006: Номинация за AVN награда за най-добра нова звезда.[12]
- 2006: Номинация за XRCO награда за оргазмен оралист.[13]
- 2006: Номинация за CAVR награда за MVP на годината.[14]
- 2006: Номинация за Temptation награда за най-добра нова звезда.[15]
- 2006: Номинация за Temptation награда за най-добър изпълнител на договор/най-ценна звезда на договор.[15]
- 2007: Номинация за AVN награда за звезда на годината на договор.[16][12]
- 2007: Номинация за CAVR награда за MVP на годината.[17]
- 2008: Номинация за AVN награда за жена изпълнител на годината.[18][12]
- 2008: Номинация за AVN награда за най-добра анална секс сцена (видео) – заедно с Томи Гън за изпълнението им на сцена във филма „Jack’s Playground 34“.[18][12]
- 2008: Номинация за AVN награда за най-добра POV секс сцена – за изпълнението ѝ на сцена във филма „POV Centerfolds 5“.[18]
- 2008: Номинация за AVN награда за най-добра секс сцена само с момичета (видео) – заедно с Кармен Лувана за изпълнение сцена във видеото „Рай“.[18]
- 2008: Номинация за XBIZ награда за жена изпълнител на годината.[19]
- 2009: Номинация за AVN награда за най-добра секс сцена само с момичета във видео.[12]
- 2010: Номинация за AVN награда за най-добра секс сцена с две момичета.[12]
- 2010: Номинация за F.A.M.E. награда за най-горещо тяло.[20]
- 2011: Номинация за AVN награда за най-добра анална секс сцена.[12]
- 2011: Номинация за AVN награда за най-добра секс сцена само с момичета във видео.[12]
- 2012: Номинация за AVN награда за най-добра самостоятелна секс сцена.[12]